# Aécio Flávio
Aécio Flávio do Rego (Belo Horizonte, 15 de dezembro de 1940  - 8 de setembro de 2020) foi um pianista, arranjador e compositor brasileiro.

## Formação
- Estudou Teoria Musical e Harmonia na Faculdade Mineira de Arte[1];
- Cursos de Contraponto e Arranjo para profissionais, no Instituto Villa-Lobos;[1]

## Carreira profissional
- Arranjador e assistente de produção musical do programa Fantástico, da Rede Globo[1];
- Diretor musical do programa Miele & Cia, na TV Manchete.

## Obras
Seu primeiro disco foi dedicado ao seu pai, o músico Constantino Rego. Gravado em 1980, lançado em vinil e k7 através da série M.P.B.C com o título - Música Popular Brasileira Contemporânea - Aécio Flávio & Quartezanato - Produzido e distribuído pela Polygram.
Lado 1.
1 - O MENINO AZUL part.esp. Quarto Crescente (Aécio Flávio)
2 - CAMINHO DA ROÇA (Aécio Flávio - Angela Suarez)
3 - ENCONTRO DAS AGUAS (Aécio Flávio)
4 - FOLIA (Aécio Flávio)
5 - MAR DE ESPANHA - MG (Aécio Flávio)
6 - ZERO GRAU (Léo Gandelman - J. Carlos Ramos)
Lado 2.
1 - RASTRO DE OUTONO (Aécio Flávio)
2 - VOO LIVRE (Aécio Flávio)
3 - MENINO (Aécio Flávio - Eliane Stoducto)
4 - NIGRITIM (Toninho Costa)
5 - CAMINHO DA BARRA (Aécio Flávio)

Aécio Flávio - piano. flauta. violão. voz
Toninho Costa - guitarra. violão. cavaquinho
Léo Gandelman - sax soprano. sax tenor. flauta
Sérgio Brandão - baixo fender e baixo acústico
Nando Pereira - bateria. percussão

participações especiais:
Jane Duboc. Niuza. Rubinho. Jacaré. Carlinhos. Luiz Roberto. Fernando. Zé Carlos
Em sua trajetória como compositor teve músicas gravadas por diversos cantores, entre eles Zizi Possi, Emílio Santiago, Jane Duboc, Enia e outros, em vários países..
Entre as composições mais conhecidas, estão:
- A dança mineira (c/ Tibério Gaspar)
- Amo
- Coração vira lata
- Dança mineira (c/ Tibério Gaspar)
- De corpo inteiro (c/ Luiz Fernando)
- Doce doce (c/ Paulinho Tapajós)